# Ryan Merritt
Ryan Adam Merritt (né le 21 février 1992 à McKinney, Texas, États-Unis) est un lanceur gaucher des Indians de Cleveland de la Ligue majeure de baseball.

## Carrière
Étudiant au collège communautaire McLennan de Waco (Texas), Ryan Merritt est repêché par les Indians de Cleveland au 16e tour de sélection en 2011. 
Il fait ses débuts dans le baseball majeur comme lanceur de relève avec Cleveland le 30 mai 2016. Renvoyé dans les ligues mineures après ce premier match, il revient vers la fin de la même saison, ajoutant deux présences en relève puis remportant sa première victoire dans les majeures le 30 septembre 2016 alors qu'il est lanceur partant face à contre Kansas City. Sa moyenne de points mérités s'élève en 2016 à 1,64 en 11 manches lancées lors de 4 matchs de saison régulière avec Cleveland. 
Le 19 octobre 2016, Merritt est le lanceur partant pour Cleveland lors du 5e et dernier match de la Série de championnat de la Ligue américaine et il limite les Blue Jays de Toronto à deux coups sûrs mais aucun point en 4 manches et un tiers lancées en amorce du match qui envoie les Indians en Série mondiale 2016. Merritt, 24 ans, n'est que le deuxième lanceur dans l'histoire à amorcer une rencontre de séries éliminatoires avec une expérience préalable d'un seul départ en saison régulière, le premier ayant été Matt Moore pour Tampa Bay en 2011,,.